# 粉彩

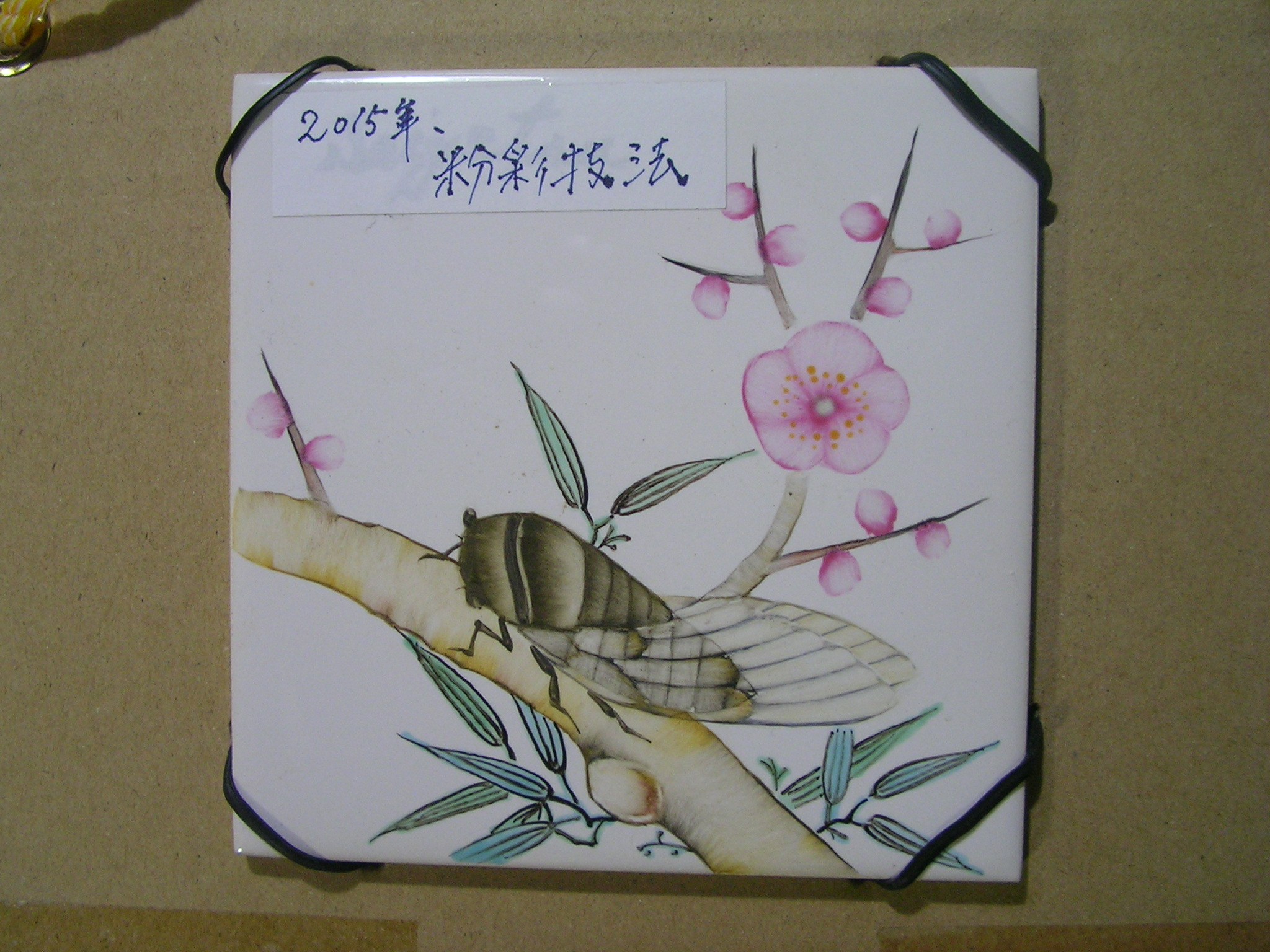
粉彩技法を用いた陶板画

粉彩（ふんさい）とは中国・清代康熙年間（1662〜1722）に始められた陶磁器上絵彩色技法の一つ。別名で琺瑯彩（ほうろうさい）、洋彩(ようさい）とも呼ばれる。

## 概要
ヨーロッパの七宝（銅胎七宝）の技術を陶磁器に応用したもの。琺瑯質の白粉に顔料を重ねて描いていくもので、それまでの五彩の技法では困難だったグラデーションや絵画的な表現が可能になった。洋絵具を用いたので洋彩、または軟彩とも呼ばれる（これに対し、五彩は、硬彩とよばれる）。この技法を用いたもののなかに古月軒と呼ばれるものがあり、これは宮廷画家などが絵付けをしたものといわれる。

## 技法
粉彩技法は、西洋の伝統的上絵付技法と、東洋の伝統的上絵付技法とが、混ざった上絵付技法である。

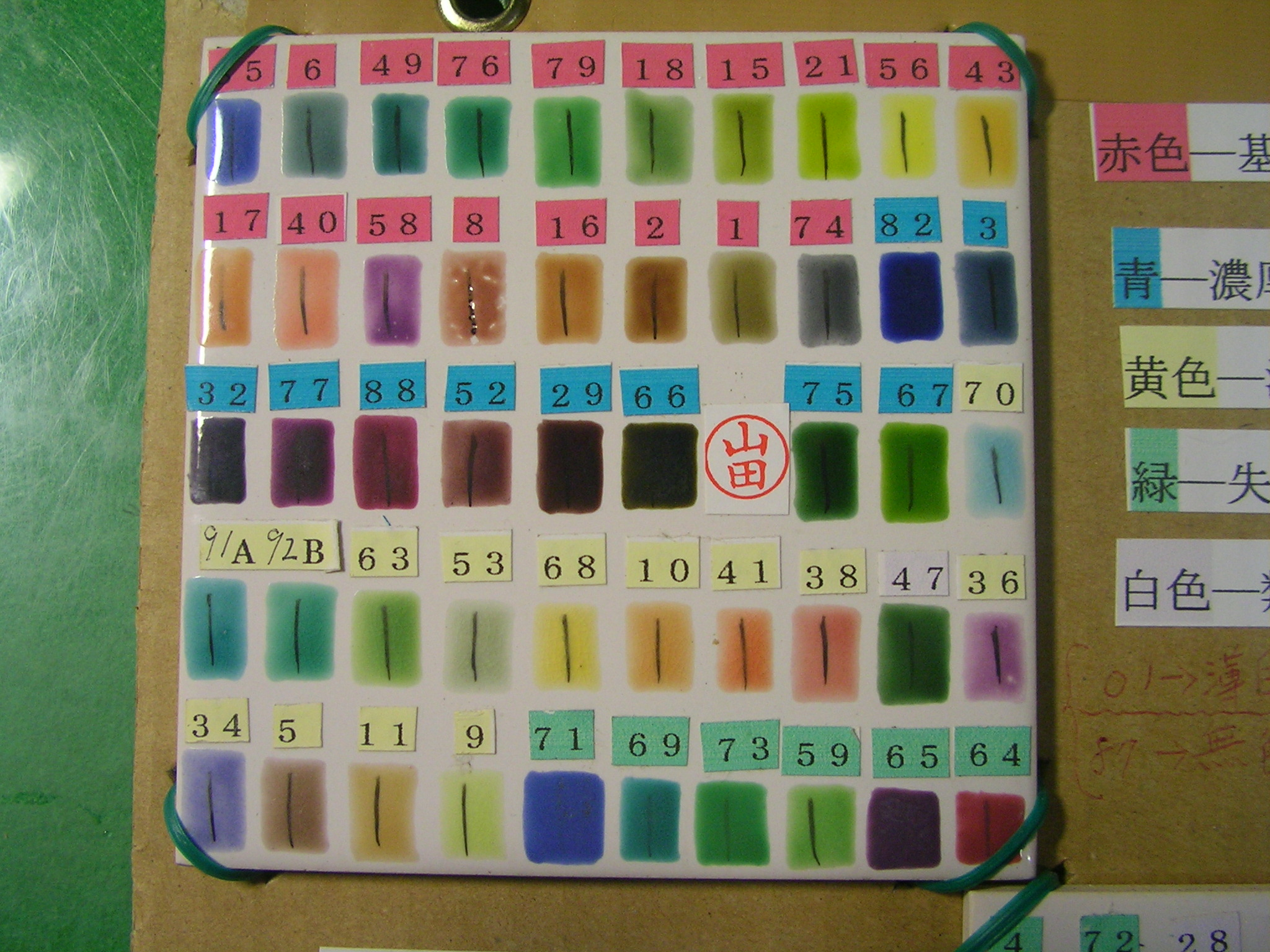
「水解」した上絵具を低火度焼成した状態

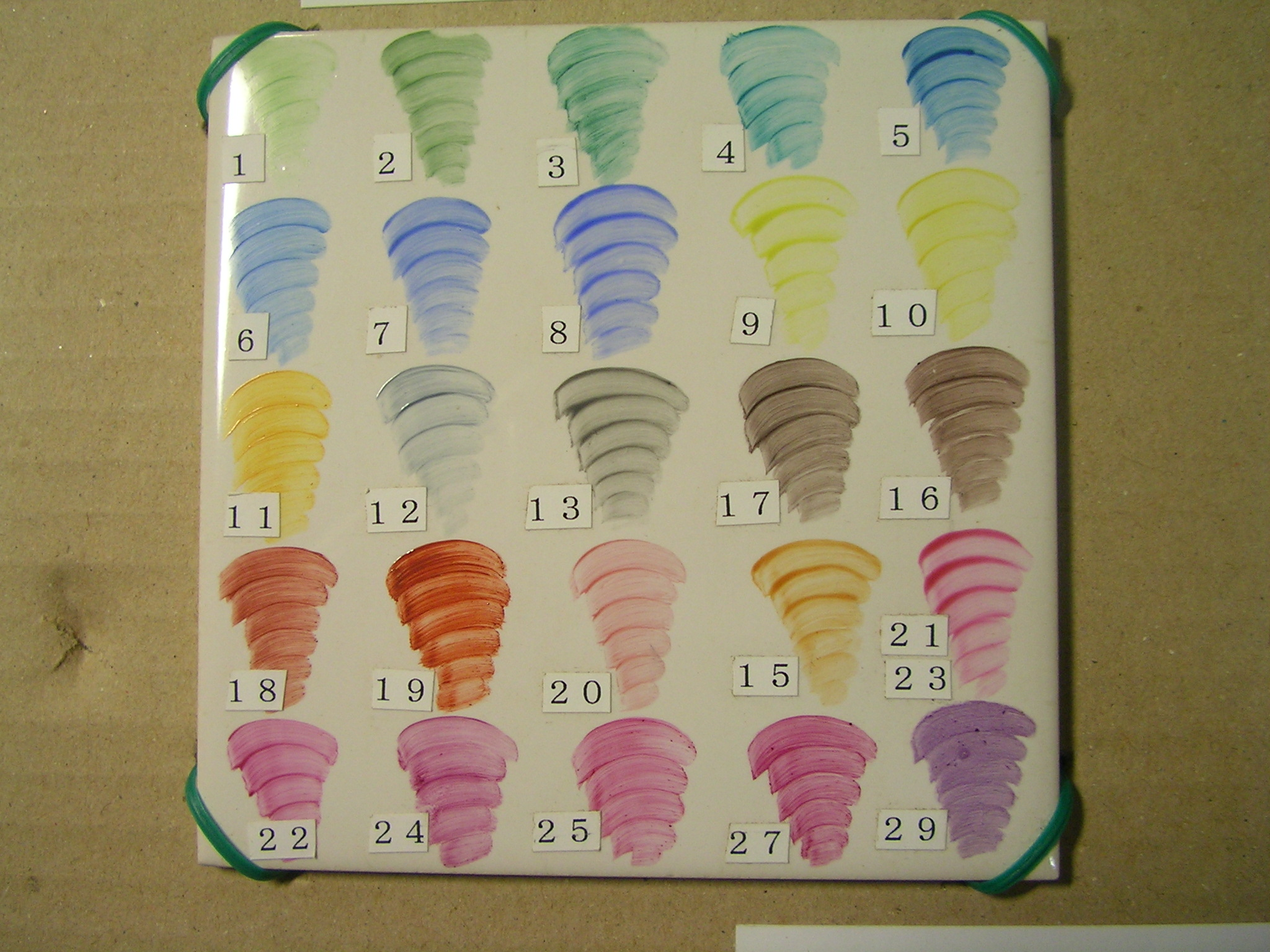
「油解」した上絵具を低火度焼成した状態

清朝期、キリスト教の宣教師達により西洋の技術が中国に入る訳だが、同時に陶芸技法の一部として西洋式の釉上彩飾技術が中国に入る。技法の詳細を書くと、東洋式釉上彩飾技法というのは、水解（ミズトキ）といわれるもので、ニカワ、フノリを少量とかした液に彩料を混ぜて使う。西洋式釉上彩飾技法というのは、油解（アブラトキ）といわれるもので、乾性油、不乾性油を適量混合した液に彩料を混ぜて使う。
粉彩技法というものは、水解（ミズトキ）、油解（アブラトキ）を併用しながら、彩飾していく特異な技法だ。この技法の特殊な面は、一つの器物に水溶性の絵具と油性の絵具を併用しながら、彩色作業を進める点にある。併用といっても水と油は混ざらないので同時に二種の絵具は使えない、よって焼成を織り込みながら作業を進める事になる。例えば、水溶性の絵具で彩色して一度焼成する。次に油性の絵具で彩色して更に焼成する。あるいは、これを幾度も繰り返す。精緻に仕上げ用と思えば思うほど、幾度も焼成を繰り返す必要性が出てくる。粉彩技法というのは、描画の技巧も、さることながら、焼成技術、製造作業工程が複雑な技法であると云える。なお、日本の江戸期に於いては、鎖国、キリスト教の弾圧により、この技法が西洋から伝播する事は無かった。現存する江戸期の陶芸品を見回しても、この技法が使われた痕跡は無い。